# كيفن مالكويت
كيفن مالكويت (بالفرنسية: Kévin Malcuit) لاعب كرة قدم (مواليد 1991) فرنسي من أصول مغربية يجيد في مركز الظهير الأيمن  وهو شقيق اللاعب سمير مالكويت.

## الإنجازات
نابولي
- كأس إيطاليا : 2020

## روابط خارجية
- كيفن مالكويت على موقع الاتحاد الأوربي (الإنجليزية)
- كيفن مالكويت على موقع رابطة كرة القدم الفرنسية للمحترفين (الإنجليزية)
- كيفن مالكويت على موقع إي إس بي إن إف سي (الإنجليزية)
- كيفن مالكويت على موقع قاعدة بيانات كرة القدم.إي يو (الإنجليزية)
- كيفن مالكويت على موقع ليكيب (الفرنسية)
- كيفن مالكويت على موقع Soccerbase.com (لاعب) (الإنجليزية)
- كيفن مالكويت على موقع Soccerway.com (الإنجليزية)
- كيفن مالكويت على موقع عالم كرة القدم.نت (الإنجليزية)
- كيفن مالكويت على موقع AS.com (الإسبانية)